# Linus Pingal Ekka
Linus Pingal Ekka (ur. 23 września 1961 w Chainpur) – indyjski duchowny katolicki, biskup Gumli od 2024.

## Życiorys

### Prezbiterat
Święcenia kapłańskie otrzymał 22 stycznia 1994 i został inkardynowany do diecezji Gumla. Był m.in. rektorem seminarium propedeutycznego w Karondaberze, wykładowcą filozofii w seminarium w Ranchi, kanclerzem kurii oraz wikariuszem sądowym. W 2021 wybrany tymczasowym administratorem diecezji.

### Episkopat
30 listopada 2023 papież Franciszek mianował go biskupem diecezji Gumla. Sakry udzielił mu 12 stycznia 2024 arcybiskup Felix Toppo.